# Eusebio Tejera
Eusebio Ramón Tejera Kirkerup (Montevideo, 6 de enero de 1922-Montevideo, 9 de noviembre de 2002) fue un futbolista uruguayo, que jugaba como defensa. Destacado en su paso por el Club Nacional de Football de Uruguay, y principalmente por haber formado parte de la memorable Selección uruguaya que ganó la Copa Mundial de Fútbol de 1950 en el recordado Maracanazo.
Falleció el 9 de noviembre de 2002 a la edad de 80 años.

## Selección nacional
Ha sido internacional con la Selección de fútbol de Uruguay en 31 ocasiones.

### Participaciones en Copas del Mundo[3]
| Mundial           | Sede   | Resultado     | PJ | Goles |
| ----------------- | ------ | ------------- | -- | ----- |
| Copa Mundial 1950 | Brasil | Campeón       | 4  | 0     |
| Copa Mundial 1954 | Suiza  | Cuarto puesto | 0  | 0     |

### Participaciones en Copa América
| Copa              | Sede      | Resultado     | PJ | Goles |
| ----------------- | --------- | ------------- | -- | ----- |
| Copa América 1945 | Chile     | Cuarto puesto | 5  | 0     |
| Copa América 1946 | Argentina | Cuarto puesto | 3  | 0     |
| Copa América 1947 | Ecuador   | Tercer puesto | 7  | 0     |

## Clubes
| Club             | País     | Año       |
| ---------------- | -------- | --------- |
| Bella Vista      | Uruguay  | 1940-1943 |
| River Plate      | Uruguay  | 1943-1944 |
| Nacional         | Uruguay  | 1945-1950 |
| Cúcuta Deportivo | Colombia | 1951-1952 |
| Defensor         | Uruguay  | 1953-1958 |

## Palmarés
| Títulos             | Club        | País    | Año  |
| ------------------- | ----------- | ------- | ---- |
| Segunda División    | River Plate | Uruguay | 1943 |
| Campeonato Uruguayo | Nacional    | Uruguay | 1945 |
| Torneo Competencia  | Nacional    | Uruguay | 1945 |
| Campeonato Uruguayo | Nacional    | Uruguay | 1946 |
| Torneo de Honor     | Nacional    | Uruguay | 1946 |
| Campeonato Uruguayo | Nacional    | Uruguay | 1947 |
| Torneo Competencia  | Nacional    | Uruguay | 1948 |
| Torneo de Honor     | Nacional    | Uruguay | 1948 |
| Campeonato Uruguayo | Nacional    | Uruguay | 1950 |
| Torneo Cuadrangular | Defensor Sp | Uruguay | 1957 |

| Títulos             | Club               | País    | Año  |
| ------------------- | ------------------ | ------- | ---- |
| Copa Escobar-Gerona | Nacional           | Uruguay | 1945 |
| Copa Aldao          | Nacional           | Uruguay | 1946 |
| Copa del Mundo      | Selección Uruguaya | Brasil  | 1950 |